# 나데시코 리그
나데시코 리그(일본어: なでしこリーグ 나데시코 리구[*])는 1989년에 설립된 일본의 여자 축구 리그로 1989년부터 2020년까지는 일본 여자 축구 최상위 리그였으나 2021-22 시즌부터 WE리그가 새로운 일본 여자 축구 최상위 리그로 출범을 하면서 2부 및 3부 리그로 격하되었다. 과거 리그컵으로는 나데시코 리그컵이 있었으나 2019년을 끝으로 폐지된 이후 현재 참가 중인 컵대회로는 황후배가 유일하며 WE리그간의 승강제는 현재까지도 실시되지 않고 있다.

## 리그 구성
2024년 현재 나데시코 리그는 2부 리그와 3부 리그로 구성되어 있는데 2부 리그는 나데시코 리그 디비전 1(なでしこリーグ ディビジョン1 나데시코 리구 디비죤 1[*]), 3부 리그는 나데시코 리그 디비전 2(なでしこリーグ ディビジョン2 나데시코 리구 디비죤 2[*])로 불려지고 있으며 2부 리그와 3부 리그 모두 12팀이 참가하고 있다.

## 참가팀 (2024년 현재)

### 디비전 1
- 스페란자 오사카
- 이가 FC
- 스피다 세타가야
- 하리마 앨비언
- 비아마테라스 미야자키
- 러브리지 나고야
- 시즈오카 SSU 보니타
- 에히메 FC 레이디스
- 닛파츠 요코하마 FC 시걸스
- 닛타이다이 SMG 요코하마
- 오르카 가모가와
- 버니스 군마 FC 화이트 스타

### 디비전 2
- 후쿠오카 J. 앤클러스
- 오카야마 유노고 벨
- 비아틴 미에 레이디스
- JFA 아카데미 후쿠시마[1]
- FC 이마바리 레이디스
- KIU 차르메
- 노르데아 홋카이도
- 야마토 실피드
- 후지자쿠라 야마나시
- 디아보로소 히로시마
- 쓰쿠바 FC 레이디스
- 세이사 오사 레아 쇼난

## 같이 보기
- WE리그
- 일본 축구 협회
- 일본의 축구 리그 시스템